# 螺螄粉
螺螄粉（ルオスーフェン、タニシ麺、中国語: 螺螄粉）は、中国料理の麺料理で、広西チワン族自治区柳州市の郷土料理である。本料理は、茹でたビーフンをスープに入れて供される。螺螄は中国語でタニシを意味し、スープの出汁は、タニシと豚骨を、ブラックカルダモン（草果）、ウイキョウ、陳皮、桂皮、丁子、白胡椒、ローリエ、甘草、バンウコン、ハッカクウイキョウとともに数時間煮込んで作られる。通常、タニシの身は含まれておらず、代わりに漬物用タケノコ、漬物用インゲン豆、細切りキクラゲ、湯葉、新鮮な青菜、ピーナッツ、チリソースがスープに加えられる。多くの人々がこの麺料理を「臭いもの」として認識しているが、この料理はうま味が強い。好みに応じて、唐辛子、青ネギ、白酢、ピーマンを加える。
漬物用タケノコがこの料理の有名な強い匂いの原因となっている。本料理は、小規模な食堂から高級ホテルのレストランまで、様々な場所で提供されている。2010年代後半には、北京、上海、香港だけでなく、アメリカ合衆国などの他の国々でも多くの螺螄粉レストランが開店した。インスタントラーメン版も非常に人気があり、2019年には1日あたり250万食が生産された。

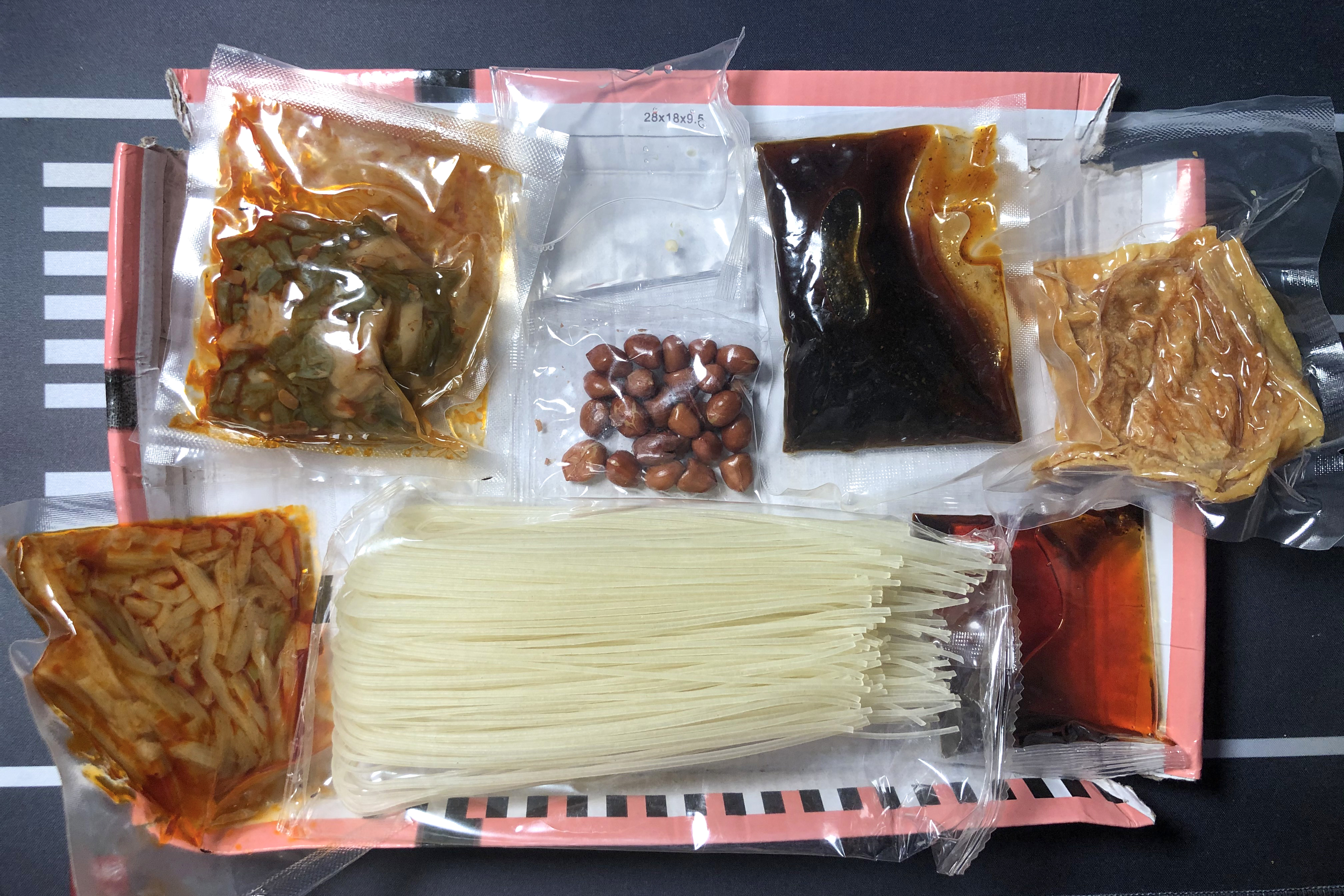
インスタント螺螄粉の具材

パッケージ入り螺螄粉の大量生産は2014年後半に始まり、全国的な家庭料理となった。パッケージ入り螺螄粉の年間売上高は2019年には60億元に達した。COVID-19パンデミック中には、パッケージ入り螺螄粉の売上が増加した。

## 調理
螺螄粉の麺は米粉でできており、タニシと豚の骨からなるスープまたは出汁で茹でられる。出汁はタニシと豚の骨を3〜10時間煮込んで作られ、タニシがマイルドで甘い風味を与える。出汁には、ブラックカルダモン、フェンネルシード、乾燥ミカンの皮、カシアの皮、塩、コショウ、月桂樹の葉、カンゾウ根、バンウコン、八角などのハーブやスパイスを加えて煮込むことができる。麺は古い米粉から作られ、より歯ごたえのあるしっかりとした食感になる。揚げた乾燥湯葉、漬物用タケノコ、黒キノコ、レタス、ピーナッツ、漬物用ササゲ豆を風味付けに加えることができる。これらは、この「臭い」麺を提供するレストランで最も一般的に使用される食材である。
料理自体にはタニシの肉は含まれていない。その代わりに、他の種類の肉や魚介類、キャベツなどの野菜が使われる。レストランや屋台では、豚肉、牛肉、鶏肉、エビ、その他の肉や魚介類を添えて麺を注文できる。チリソースや漬物などを加えることで料理をより引き立てることができる。
本料理の調理は難しく、レシピは希少である。螺螄粉を手に入れる最も簡単な方法は、レストランで食べるか、オンラインや地元の市場で既製パックを注文することである。入手可能な情報が限られているため、本格的なレシピを特定することは困難である。多くのレストランでは、トマト、葉物野菜、角切りチキン、チリオイル、栗を使用して風味を向上させ、バランスを取っている。他のレストランでは、より多くの唐辛子やチリを加えて辛くしている。また、ゴマ油、赤唐辛子、ハラペーニョ、豆腐、クミン、その他のスパイスを使用して、麺とスープの強い風味を引き出すところもある。
市販のインスタント螺螄粉の麺はインスタントラーメンと同じように調理する。消費者は水を沸騰させ、付属のソースやその他の野菜を加える。

### 材料

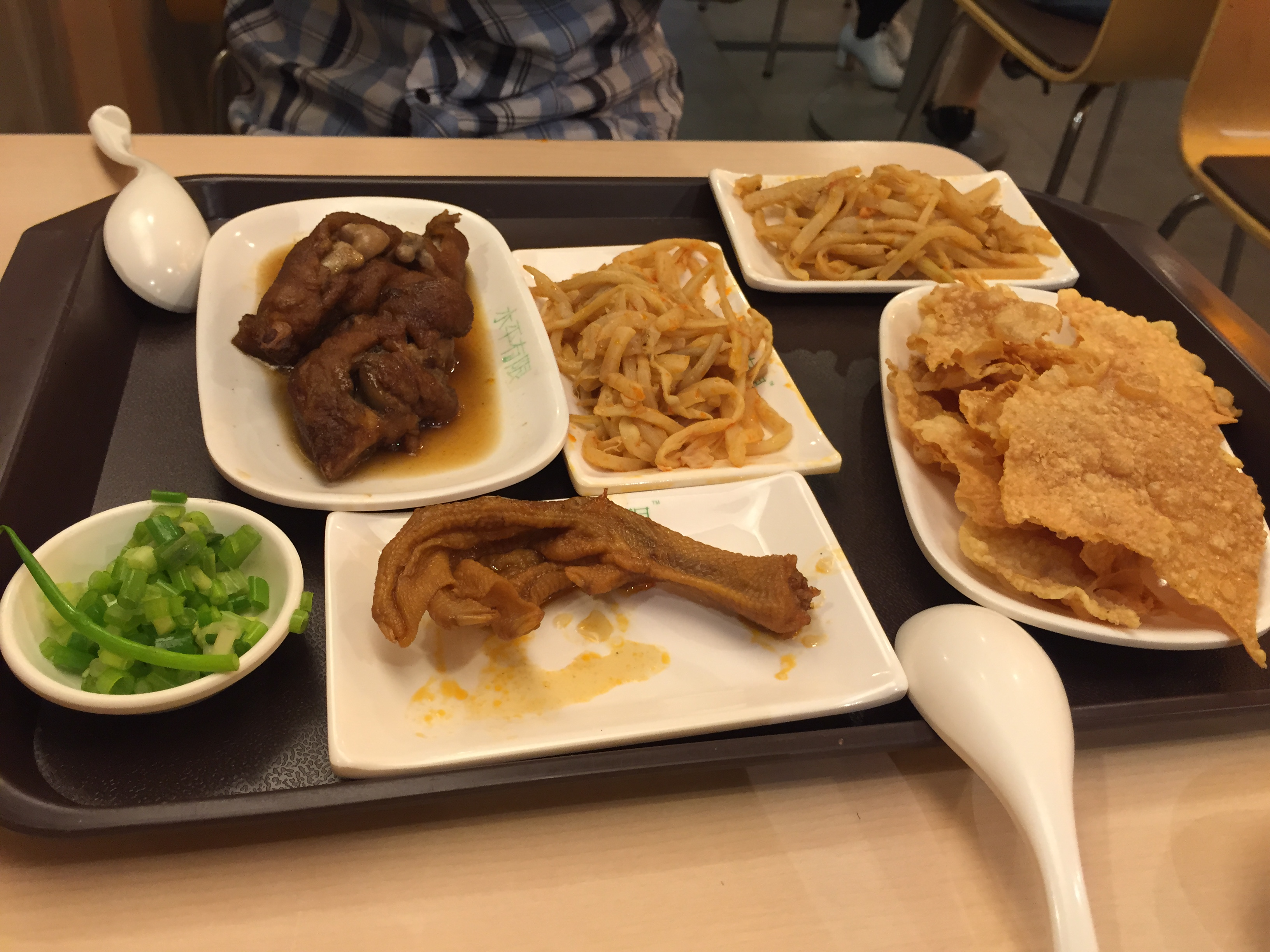
螺螄粉には、豚足、アヒルの足、発酵タケノコ、揚げ湯葉などをトッピングできる。

タニシ麺の具材は、酸味のある発酵タケノコ、湯葉、キノコ、ピーナッツ、干し大根である。一部の麺屋では、漬物、葉物野菜、エシャロットも提供している。青菜もタニシ麺の重要な具材である。付け合わせには、アヒルの足、豆腐、ソーセージ、味付け卵などがある。夏には空芯菜やキャベツを、冬にはレタス、菜心、キノコ、カリフラワー、エンドウの若芽などを販売する。
螺螄粉は、その臭いから一部の人々には「生物兵器」とあだ名されているが、愛好家は、この香りがスープに魂を与えていると考えている。化学的には、この香りは発酵タケノコに由来しており、システインとトリプトファンというアミノ酸がそれぞれ硫化水素とスカトールに変換されることで発生する。多くの店舗やインスタント食品メーカーでは、このトッピングを除外するオプションを提供している。

### 調理方法
この料理は、米麺と、発酵タケノコ、グーダ耳（特定のタイプの木生キノコ）、揚げピーナッツ、豆腐、ホワンホワツァイ、新鮮なサラダ、タニシなどの様々な材料をベースに、酸味と辛味のある調味料を添えて作られる。螺螄粉のスープには、香辛料と共に豚の骨も含まれており、約2時間煮込まれる。
スープの主な材料は、柳州の乾燥米麺である。他のものとは異なり、柳州の米麺は脂肪とゼラチン成分をすでに失った古米のみから作られている。そのため、アルデンテに調理される。スープに加える前に冷水に浸しておく。

## その他

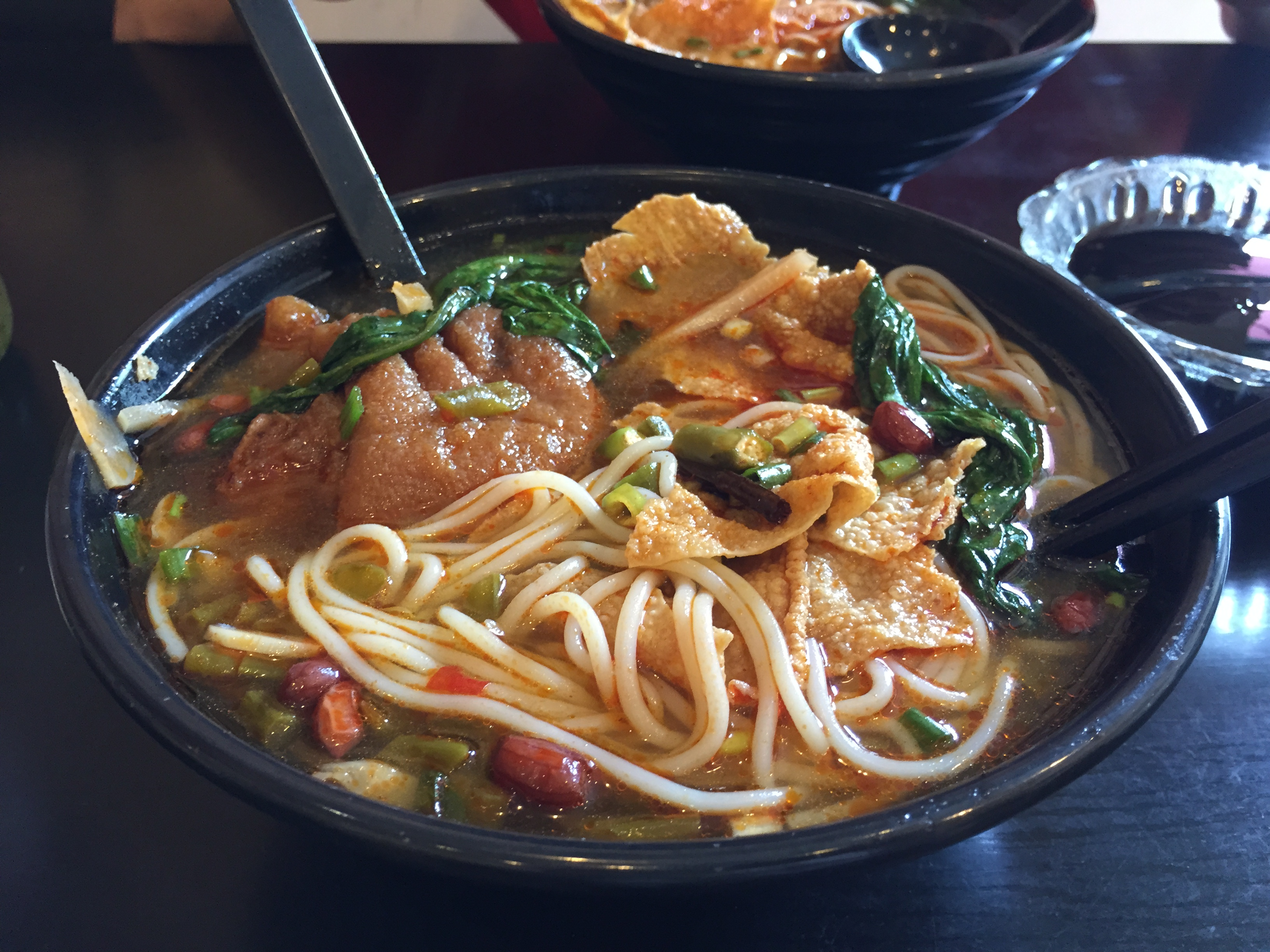
北京で豚足と共に供される螺螄粉。

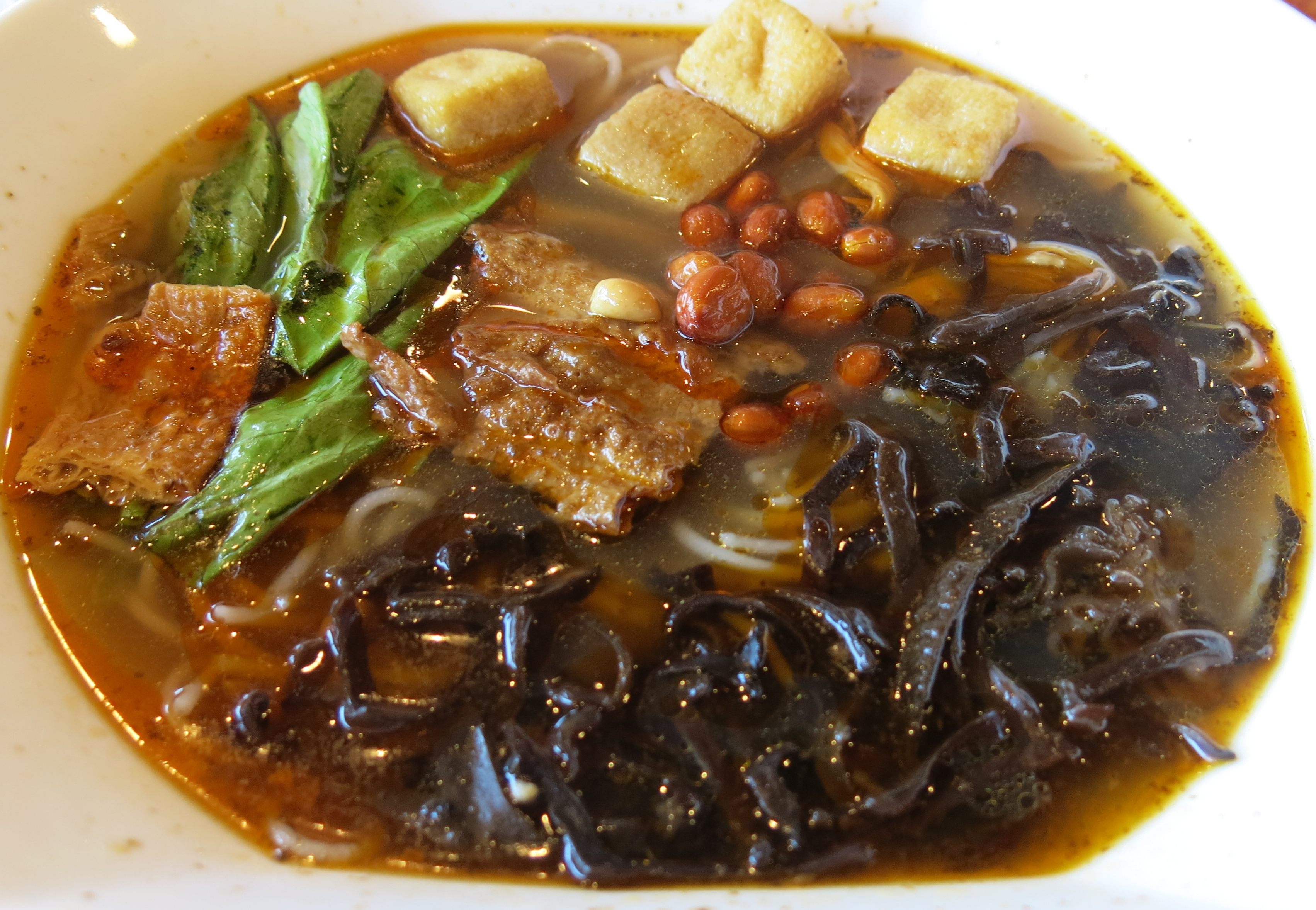
カリフォルニア州オークランドの螺螄粉

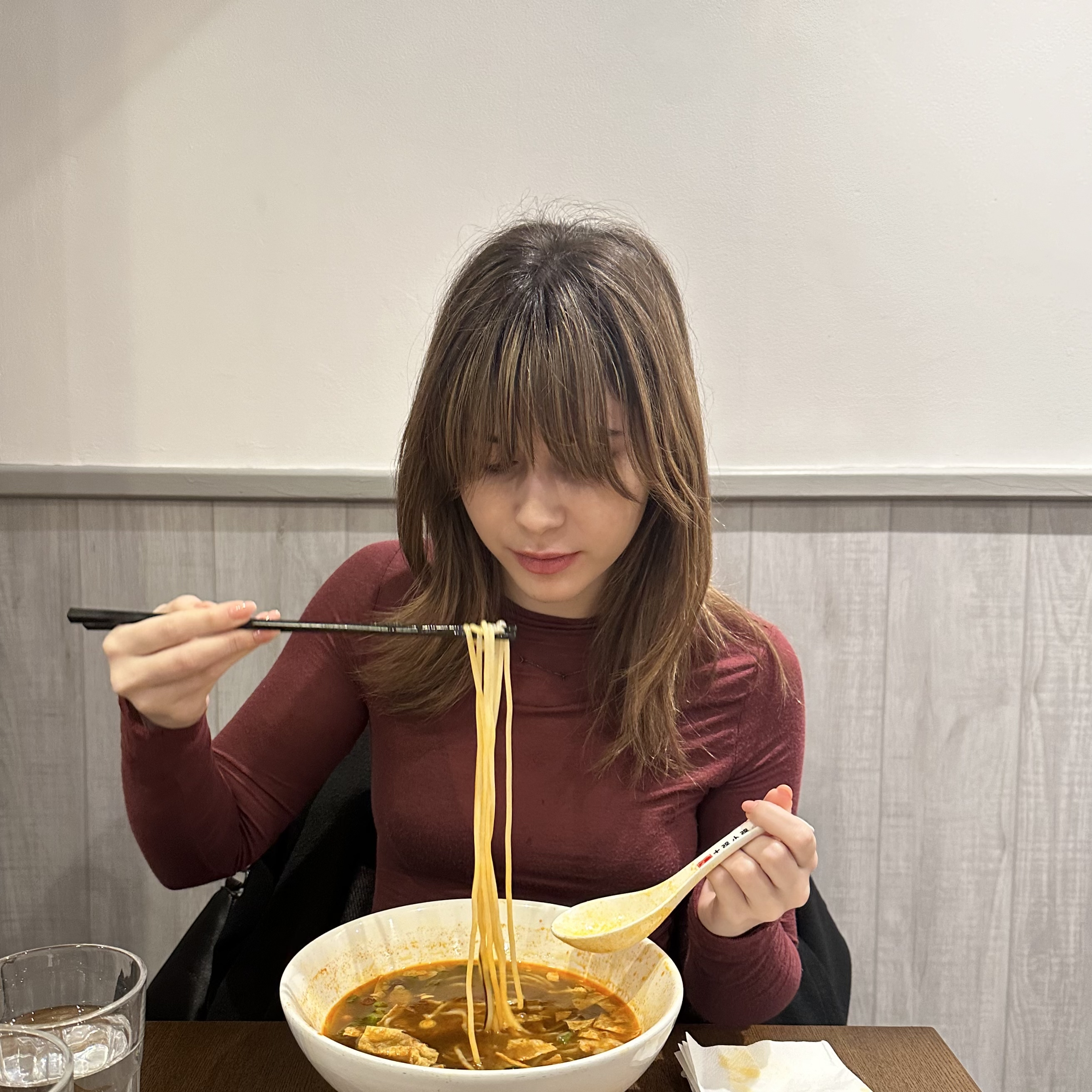
イギリス、ロンドンで螺螄粉を楽しむ女性。彼女の螺螄粉には、漬物タケノコ、漬物インゲン豆、揚げ湯葉、ピーナッツが添えられている。

螺螄粉の麺は、漢民族、ミャオ族、トン族の料理の融合である。中国南部の広西チワン族自治区から、中国の他の地域、アメリカ、カナダへ輸出されている。アメリカに輸出される麺は、調理済みのパッケージで販売されている。螺螄粉は、その地域の民族的多様性から広西チワン族自治区で人気がある。柳州市は螺螄粉の麺で知られている。
ベトナムでは、螺螄粉のバリエーションであるブンオックが提供されている。ハノイ発祥のブンオックは、タニシをベースにした麺料理で、通常は揚げた青バナナと揚げ豆腐と共に供される。メインコースというよりは、副菜や前菜として提供される。ブンオックは、路地裏の屋台や高級レストランで見つけることができる。伝統的な螺螄粉の麺も販売されている。